# Larry Campbell (Musiker)

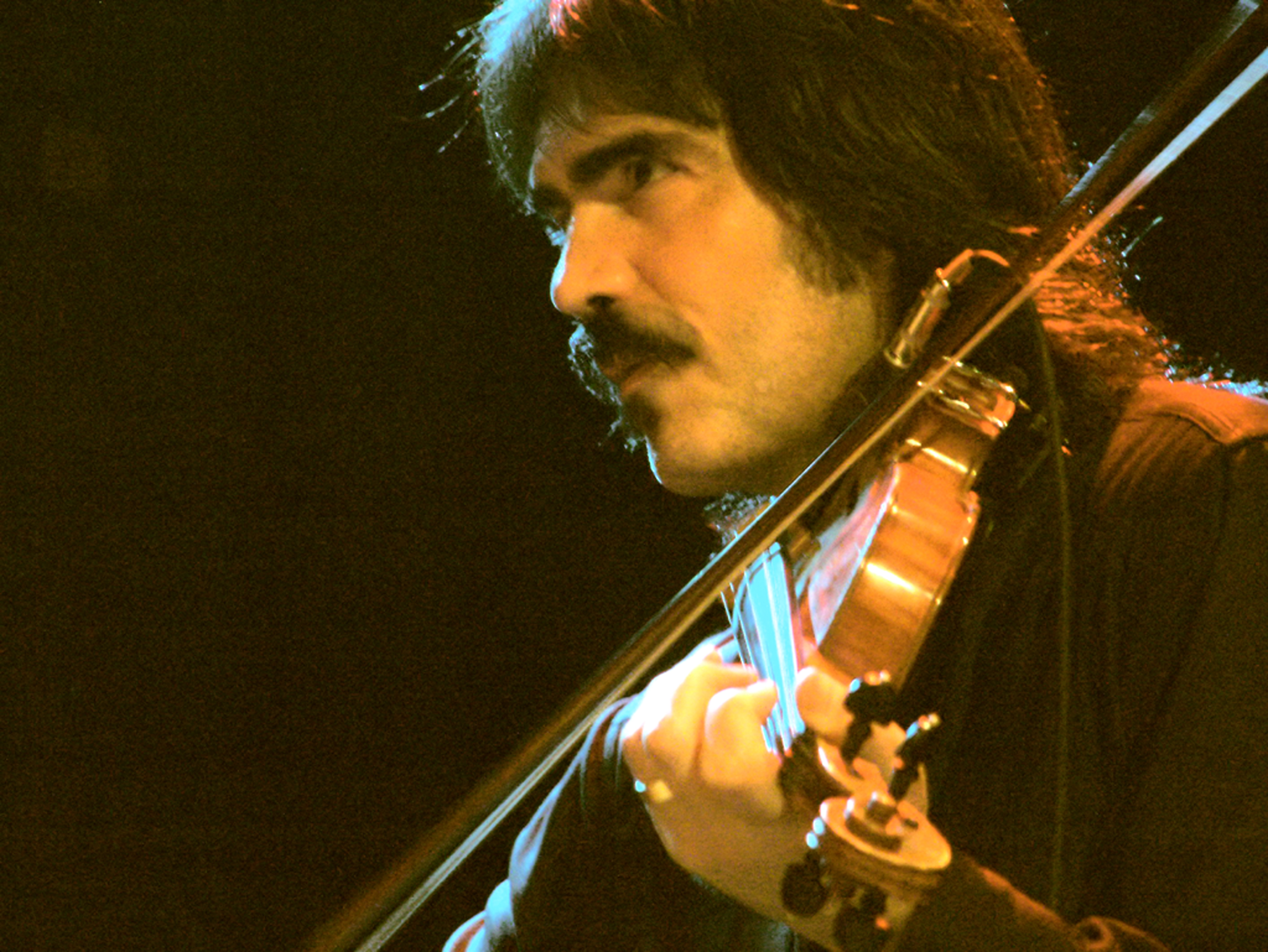
Larry Campbell (2005)

Larry Campbell (* 21. Februar 1955 in New York City) ist ein US-amerikanischer Musiker und Produzent, der zahlreiche Saiteninstrumente wie Gitarre, Mandoline, Pedal-Steel-Gitarre und Violine in Genres wie Country-Musik, Folk, Blues und Rockmusik spielt.
Bekannt wurde Campbell vor allem durch seine Arbeit mit Bob Dylan, die von Anfang 1997 bis Ende 2004 andauerte. In dieser Zeit war Campbell nicht nur wichtiger Teil von Dylans Live-Band, sondern auch Musiker auf dem Studioalbum "Love and Theft" aus dem Jahr 2001 und dem Dylan-Film Masked and Anonymous aus dem Jahr 2003. Dylan benötigte zwei Musiker, um Campbell zu ersetzen.
Im Jahr 2005 trat Campbell live mit Elvis Costello and the Imposters und Emmylou Harris auf. Des Weiteren veröffentlichte er sein erstes Solo-Album Rooftops, auf dem er Solo-Akustik-Gitarre spielt.
2006 spielte Campbell mit Phil Lesh and Friends, seitdem ist er regelmäßiges Mitglied der Gruppe. Auch war er ein fester Bestandteil bei Levon Helms Midnight Rambles. Mit Helm ging Campbell auch auf US-Tour. 2007 erhielten Campbell und seine Frau Teresa Williams für Levon Helms Album Dirt Farmer einen Grammy. Campbell co-produzierte die Aufnahmen zusammen mit Helms Tochter Amy; er produzierte auch das Album Riverside Battle Songs der Folkband Ollabelle.
Am 18. September 2008 wurde Campbell bei der 7th Annual Americana Music Association Honors and Awards Show mit dem Lifetime Achievement ~ Instrumentalist Award ausgezeichnet.
Im Jahr 2009 war Larry Campbell u. a. auch bei den Recordsessions in New York zum Album "Williamsburg" von Marius Müller-Westernhagen beteiligt.
Er spielte bei zwei Liedern des Albums Through A Crooked Sun von Rich Robinson Pedal-Steel-Gitarre, welches in Europa im Frühjahr 2012 erschien.

## Diskografie (Auswahl)
- Bob Dylan, “Love and Theft” (2001) – Gitarre, Violine, Banjo, Mandoline
- Levon Helm, Dirt Farmer (2007) – Gitarre, Violine, Mandoline u. a. sowie (gemeinsam mit Amy Helm) Produktion
- Levon Helm, Electric Dirt (2009) – Gitarre, Violine, Dulcimer u. a. sowie Produktion
- Bettye LaVette,  Things Have Changed  (2008) – Gitarre, Mandoline, Pedal Steel-Gitarre